# Harald Gsaller

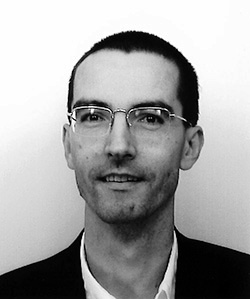
Harald Gsaller, 2009

Harald Gsaller (* 15. Juli 1960 in Lienz, Osttirol) ist ein österreichischer Schriftsteller und bildender Künstler.

## Leben
Er studierte Chemie und Physik an der Johannes-Kepler-Universität in Linz mit Abschluss als Mag. rer. nat. Er hatte sein literarisches und bildnerisches Debüt 1989 und 1990. Gsaller lebt in Wien. Er ist Mitglied der Grazer Autorinnen Autorenversammlung und der Künstlervereinigung Maerz. 
Der Künstler befasst sich mit konzeptuellen Untersuchungen zu Aspekten und Schnittmengen von Wissenschaft, Kunst und Alltag. Zu seinen Medien gehören Fotografie, Bild-Text / Text-Bild, Grafik und Text. Werke von Gsaller befinden sich in Sammlungen der Albertina, Lentos Kunstmuseum Linz, Rupertinum Salzburg, Landesgalerie Linz, Neue Galerie Graz, Ferdinandeum Innsbruck, Stadt Steyr, Sammlungen Stadt Wien und des BMUKK.

## Preise/Stipendien
- Auslandsatelier Shanghai 2009, BMUKK;
- Preis Land Oberösterreich, 31. Grafikwettbewerb Innsbruck 2007
- Hypo Bank Tirol Preis, 29. Grafikwettbewerb Innsbruck 2003
- Projektstipendium für Literatur 2003/04, BMUKK

## Publikationen
- „ZWANG“, Roman, Verlag Der Pudel, Wien 2010.
- „SCHAKOLATTA//WINTERSCHLAF“, Doppelroman, Comet Books Wien 2006.
- „Ein Ding vorher/104 Embleme“, Triton Verlag, Wien 2002.
- „Allgemeine Erden-Stille/A General Earthly Stillness“, Edicions H. Jenninger, Pobla Benifassá 2002.
- „Wiese“, Triton Verlag, Wien 2000, (Texte B. Falkner, B. Hell, Wolfram Groddeck).
- „zack!“, Blattwerk, Linz-Wien 1995, (mit „Stilleben mit Fliege“; Neue Galerie Graz); Text W. Fenz.
- „Landschaften“, Galerie Fotohof, Salzburg 1993.
- „zu Augen“, Galerie Stifterhaus, Linz 1993, (Katalog; Texte v. M. Faber und P. Assmann).
- „7-Stern, Fotografien Sammlung Walter“, (Hrsg., mit Walter Ebenhofer), Bibliothek der Provinz, Weitra 1991.
- „                “, 1989, in: neue texte 43, hg. v. H. Bäcker, Linz; Droschl, Graz 1991 (Text Bodo Hell).
- „Chronische Notizen“, Ennsthaler, Steyr 1990.

## Ausstellungen (Auswahl)
- 2008 Something open, Thomas K. Lang Gallery, Webster University Wien (S)
- 2007 Im Vorbeigehen13: Auge oder Ei, Katholisch-Theologische Privatuniversität Linz (S) 30. Österreichischer Grafikwettbewerb Innsbruck, Galerie im Taxispalais, Innsbruck (G) (Cat.)
- 2005 Schakolatta//Winterschlaf, Präsentationen in Wort und Bild, Stifterhaus Linz; Gmundner Festwochen; Ferdinandeum, Innsbruck; Volkstheater Wien (S) (Book)
- 2004 Die Ruhe kitzelt. Bilder reden mit Texten, Vortrag, Kunstuniversität Linz; Museion, Museum für moderne und zeitgenössische Kunst, Bozen; Accademia Belle Arti, Venezia (Klasse Riccardo Caldura); Webster University, Wien (S) (Book)
- 2002 Die Rede/Wiese, Ausstellung/Buchpräsentation, Galerie Maerz, Linz; Alte Schmiede, Wien; Rund um die Burg, Wien; Kunsthalle.tmpSteyr; kunsthaus muerz, Mürzzuschlag (S) (Book)
- 1994 transitory high (mit R. Rebhandl), Galleria Crossing, Portogruaro (S)
- 1993 zu Augen, Galerie im Stifterhaus, Linz (S) (Book)
- 1989 Braille I-X, Fotogalerie 7-Stern, Steyr (S)